# ボグダン・ジカ
ボグダン・クリスティアン・ジカ（Bogdan Cristian Jica 、2000年7月3日 - ）は、ルーマニア・ブラジ出身のプロサッカー選手。リーガI・ガズ・メタン・メディアシュ所属。ポジションは、ディフェンダー。